# Euparthenos fasciata
Euparthenos fasciata là một loài bướm đêm trong họ Erebidae.